# いわき市暴力団員殺人事件
いわき市暴力団員殺人事件（いわきしぼうりょくだんいんさつじんじけん）とは2009年（平成21年）6月に福島県いわき市勿来地区で発生した殺人事件。福島県内初の裁判員裁判で審理された事件である。

## 概要
2009年（平成21年）6月7日午前0時頃、福島県いわき市勿来町窪田町通の空き地で、極東会系暴力団員で露天商の男（当時49歳）が顔見知りの男性（当時47歳）の腹を包丁で3回突き刺したため、殺人未遂容疑で現行犯逮捕された。その後、男性が死亡したため、いわき南警察署は容疑を殺人に切り替えて福島地検いわき支部に送検した。
2009年（平成21年）6月26日、福島地検郡山支部は男を殺人、銃刀法違反の罪で起訴した。起訴にあたって、男は殺意を否認しているが「証拠を総合的に判断し、殺人罪に問えると判断した」と結論付けた。

## 裁判
裁判前に公判前整理手続が行われ、弁護側が傷害致死罪の適用を主張したため、争点は「殺意の有無」となった。また、福島県内初の裁判員裁判ということで弁護側は「なるべく平易な言葉を使い、図面も使いながら事案の真相を明らかにしたい」と裁判員に配慮した公判にしたいという意気込みを述べた。検察側も「ビジュアルだけでなく、裁判の進め方なども含めて分かりやすい立証をしたい」と述べた。
暴力団による報復の可能性がある場合、裁判員裁判から除外できる規定があるが、検察側と弁護側は「組織的な犯行ではない」として除外申請を行わなかったため、規定を適用せずに公判を行うことになった。そのため、被告周辺の暴力団関係者が傍聴人として凶器などを持ち込む不測の事態に備え、金属探知ゲートを設置して所持品検査を実施するなどの安全対策が講じられた。
2009年（平成21年）9月29日、福島地裁郡山支部（竹下雄裁判長）で初公判が開かれ、男は「殺すつもりはありませんでした」と述べて殺意を否認した。公判にあたって6人の裁判員が選任され、同日は凶器の刺身包丁を透明ケース越しに確認するなど証拠調べが行われた。その後、証人尋問では裁判員が被害者が勤務していた設備会社の代表に事件当時の現場の状況などを質問した。
2009年（平成21年）9月30日、被告人質問や遺族らへの証人尋問が行われ、裁判員は「2回まで刺した記憶があると言っているが、被害者の姿勢はどうだったのか」「包丁はいつ用意したのか」といった事件当時の状況や犯行の計画性などを男に質問した。また、殺意に関する供述が取り調べ時と変遷していることについても質問が行われた。その後、遺族に対する証人尋問では裁判員が「被害者の最近の仕事や暮らしはどうでしたか」といった被害者の生前の生活状況などを質問した。
2009年（平成21年）10月1日、午前中に前日に引き続き被告人質問が行われ、裁判員が「被害者が倒れた後の行動を覚えているか」「包丁の向きは」など事件当時の状況を中心に男に質問した。また、男に対して「どんな償いをするのか」といった今後に関する質問もあった。
午後の論告求刑で、検察側は「刺し身包丁で腹や胸を手加減せずに3回突き刺した。殺すつもりだったのは明らか」として懲役20年を求刑した。弁護側は「傷害致死罪を適用すべきで懲役8年が適当だ。殺人罪を適用しても懲役15年が相当」と主張して結審した。
2009年（平成21年）10月2日、福島地裁郡山支部（竹下雄裁判長）で判決公判が開かれ「極めて残忍で、被害者の命が奪われた結果は重大」として懲役17年の判決を言い渡した。判決では争点となった殺意の有無について「腹を刺し身包丁で強く3回も刺せば、死亡する危険性は極めて高いことはわかるはず」と殺意を認定した。
判決後、裁判員は記者会見で、暴力団組員への質問は怖くなかったかという質問に対し「怖くなかったといえばウソになる。多少は勇気が必要だった」などと回答した。また、殺人と傷害致死の違いは理解できたかという質問に対しては「裁判官が説明してくれたので、（審理を）進めていくうちにわかってきた」と回答した。
裁判を終えて検察側は「新しい制度の下で主張や立証の方法を工夫した結果、裁判員の理解を得られた。量刑には一般市民の感覚が反映された」と評価した。弁護側は「一つ一つの事実に何人の裁判員が賛成したのかなどを示せば、一般人により理解してもらえるのでは」と裁判の進行などに改善の余地があると述べた。
また、常磐大学教授・諸澤英道は「被告が暴力団組員であることにとらわれず、"市民の努め"として積極的に核心を突く質問をしており、結果的には裁判員の感覚が反映された順当な量刑だった」と評価した。
この判決に対し検察側と弁護側双方が控訴しなかったため、懲役17年の判決が確定した。